# 朱和之
朱和之（1975年—），本名朱致賢，台灣作家，作品以具有歷史性的長篇小說為主，亦有諷刺性現代小說及深度報導作品。出生於台北市，台灣師大附中、國立政治大學廣播電視系畢業。
2016年以《樂土》獲得第六屆全球華文文學星雲獎長篇歷史小說首獎，為該獎創設以來第一位首獎得主。2023再度以《當太陽墜毀在哈因沙山》二度獲得該獎首獎；2020以《南光》獲得羅曼‧羅蘭百萬小說賞。
入選2022年於美國愛荷華舉辦的國際寫作計畫。

## 寫作理念及風格
朱和之的歷史小說帶有強烈的現代文學精神，將台灣史放在世界史的大脈絡中觀看，同時交織政治、社會、生活史、經濟史與文明衝突，以持平的立意，避免矯飾歌頌或醜化譴責，乾乾淨淨地把歷史事件始末與文化脈絡整理出來，以節制的史筆提供讀者思考空間，具有廣闊的歷史視野，也不乏細緻描寫。在創作風格上，朱和之擅於掌握文字的速度，在描寫不同文化時文字的重量和調性各有不同，對人物刻劃立體，縝密填補史料空白，往往能營造出磅礡的氣勢。

## 著作

### 小說
- 《鄭森》

上卷：大明命脈的危局。（台北：印刻，2014）
中卷：黨爭，國破方休。（台北：印刻，2015）
下卷：焚服！從此便是國姓孤臣。（台北：印刻，2015）
- 《冥河忘川有限公司》（台北：印刻，2016）
- 《樂土》（台北：聯經，2016）
- 《逐鹿之海——一六六一臺灣之戰》（台北：印刻，2017）
- 《夢之眼》（台北：印刻，2019）
- 《風神的玩笑——無鄉歌者江文也》（台北：印刻，2020）
- 《南光》（台北：印刻，2021）
- 《當太陽墜毀在哈因沙山》（台北：印刻，2024）

### 非虛構
- 《杜撰的城堡——附中野史》（台北：商周，2002）
- 《指揮大師亨利·梅哲》（台北：先覺，2003）
- 《滄海月明：找尋台灣歷史幽光》（台北：印刻，2010）

## 榮譽
- 《滄海月明：找尋台灣歷史幽光》入圍2011臺北國際書展大獎非小說類。
- 《鄭森》入圍2016臺北國際書展大獎小說類。
- 《樂土》獲2016第六屆全球華文文學星雲獎歷史小說首獎，為該獎成立六屆以來首位首獎得主。
- 《逐鹿之海》獲2016第一屆台灣歷史小說獎佳作（首獎從缺）；獲第四十二屆金鼎獎文學圖書類優良出版品推薦。
- 《斷章》獲2017第七屆全球華文文學星雲獎歷史小說三獎（首、二獎從缺）。
- 入圍第六屆（2019）聯合報文學大獎。
- 《南光》獲2020羅曼‧羅蘭百萬小說賞;《南光》日文版（中村加代子譯）入圍第11回日本翻譯大賞最終決選。
- 入選2022美國愛荷華國際寫作計畫。
- 《當太陽墜毀在哈因沙山》再度獲得2023第十三屆全球華文文學星雲獎歷史小說首獎，並獲2025年台北國際書展大獎小說類首獎，以及巫永福文學獎。